# Ralph Metcalfe
Ralph Harold Metcalfe (Atlanta, 29 maggio 1910 – Chicago, 10 ottobre 1978) è stato un velocista e politico statunitense.
In carriera ha vinto 4 medaglie olimpiche, di cui una d'oro nella staffetta 4×100 metri ai Giochi di Berlino 1936.

## Biografia

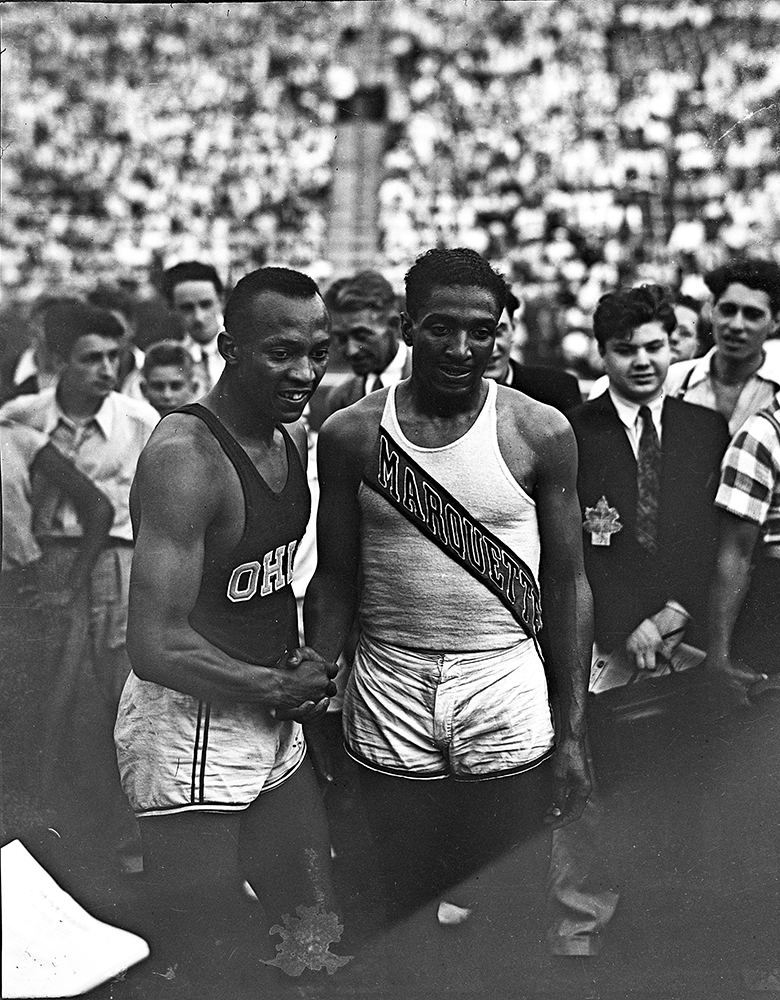
Ralph Metcalfe con Jesse Owens ai trials olimpici statunitensi nel 1936.

Vincitore di tre titoli nazionali sui 100 metri piani tra il 1932 e il 1934 e di cinque titoli nazionali sui 200 metri piani tra il 1932 e il 1936, ha partecipato alla finale dei 100 metri piani in due edizioni consecutive dei Giochi olimpici: Los Angeles 1932 e Berlino 1936.
Nella finale di Los Angeles gli venne assegnato dai giudici di gara il secondo posto alle spalle del connazionale Eddie Tolan, nonostante entrambi i corridori avessero tagliato il traguardo con lo stesso tempo al centesimo (10"38): a fare la differenza fu l'interpretazione del regolamento vigente all'epoca, che assegnava la vittoria all'atleta che per primo "attraversava la linea d'arrivo con tutto il torso" (e non, come oggi, al primo che "raggiunge" la stessa linea). Tuttavia Metcalfe non si dichiarò mai sconfitto, affermando che si trattò di un pareggio. Nella stessa rassegna olimpica gareggiò anche sui 200 metri piani, dove fu protagonista di un clamoroso errore di misurazione del décalage: la linea di partenza della sua corsia fu infatti posta circa un metro e mezzo più indietro rispetto ai suoi avversari. Metcalfe concluse la gara al terzo posto dietro ai connazionali Eddie Tolan e George Simpson, ma decise comunque di respingere la proposta di ripetizione della gara per non rischiare di vanificare la tripletta statunitense. Non poté invece partecipare alla staffetta 4×100 metri, che vinse la medaglia d'oro e stabilì il nuovo record mondiale, a causa della decisione dei dirigenti statunitensi di schierare una staffetta composta di soli atleti bianchi.
Quattro anni più tardi, ai Giochi di Berlino 1936, vinse la medaglia d'argento nei 100 metri piani alle spalle di Jesse Owens, divenendo il primo atleta della storia a salire sul podio dei 100 metri piani in due diverse edizioni olimpiche (nel caso dei 200 metri piani, tale primato appartiene invece a Charley Paddock). Vinse infine la medaglia d'oro nella staffetta 4×100 metri, che stabilì nell'occasione il nuovo record mondiale della specialità scendendo per la prima volta sotto i 40".
Dopo il ritiro dalle competizioni intraprese la carriera politica e nel 1970 venne eletto deputato al Congresso degli Stati Uniti tra le file dei Democratici. Nel 1978, mentre si candidava per la rielezione, morì di infarto nel suo appartamento di South Side, Chicago, all'età di 68 anni.

## Palmarès
| Anno | Manifestazione  | Sede        | Evento      | Risultato | Prestazione | Note            |
| ---- | --------------- | ----------- | ----------- | --------- | ----------- | --------------- |
| 1932 | Giochi olimpici | Los Angeles | 100 m piani | Argento   | 10"3        | =               |
| 1932 | Giochi olimpici | Los Angeles | 200 m piani | Bronzo    | 21"5        |                 |
| 1936 | Giochi olimpici | Berlino     | 100 m piani | Argento   | 10"4        | w               |
| 1936 | Giochi olimpici | Berlino     | 4×100 m     | Oro       | 39"8        | Record mondiale |